# Effektive Strahlungsleistung
Die effektive Strahlungsleistung (auch effektiv abgestrahlte Leistung; englisch effective radiated power, ERP oder auch e.r.p.) ist eine Rechengröße, die im Bereich der Antennentechnik die in eine Sendeantenne eingespeiste Leistung mit deren Antennengewinn multipliziert ausdrückt. Der so ermittelte Wert der Leistung tritt bei Antennen mit Richtwirkung nicht physikalisch auf – er würde nur dann auftreten, wenn als Antenne die jeweiligen, ungerichteten Bezugsantennen verwendet werden würden. Bei Antennen mit Richtwirkung und wenn keine Richtung explizit angegeben wird, wird die Hauptstrahlrichtung der Sendeantenne angenommen. In dieser Richtung ist der Antennengewinn maximal. Je nach verwendeter Bezugsantenne wird zwischen den beiden Ausdrücken ERP und EIRP unterschieden.

## ERP
Bei ERP wird als Bezugsantenne für den Antennengewinn der Halbwellendipol (λ/2) verwendet, mit dem griechischen Buchstaben λ wird die Wellenlänge ausgedrückt. Um die Bezugsantenne beim Antennengewinn kenntlich zu machen, wird dieser meist in dBd angegeben, wobei das der Einheit dB angehängte „d“ für die Bezugsantenne „Dipol“, genauer den Halbwellendipol steht.
{\displaystyle ERP=P_{\text{s}}\cdot G_{\text{d}}}
- {\displaystyle P_{\text{s}}} … In die Antenne eingespeiste Leistung (in Watt)
- {\displaystyle G_{\text{d}}} … Antennengewinn gegenüber einem Halbwellendipol (dimensionslos)

## EIRP
Bezieht man den Antennengewinn auf den Isotropstrahler, so spricht man von EIRP, englisch Equivalent isotropic radiated power. Da sich ERP und EIRP nur in der Bezugsantenne für den Antennengewinn unterscheiden (ein Halbwellendipol hat einen Antennengewinn gegenüber einem isotropen Strahler von 1,64, entsprechend 2,15 dBi), besteht folgende Beziehung:
{\displaystyle EIRP=ERP\cdot 1{,}64}

## Schreibweisen
ERP wird oft als physikalische Größe behandelt, auch wenn dieser Wert physikalisch bei einer Antenne mit Richtwirkung nicht auftritt. Der Rechengröße wird eine Einheit (Watt) zugewiesen. Eine andere Möglichkeit ist, ERP hinter der Maßeinheit in Klammern zu stellen, z. B. Watt (ERP). Häufig gibt man zusätzlich noch die Sendecharakteristik an, abgekürzt steht dabei D für gerichtet (Directed) und ND für ungerichtet (Non-Directed).